# 大号协奏曲 (沃恩·威廉斯)
f小调低音大号协奏曲（英語：Concerto in F Minor for Bass Tuba and Orchestra）是英国作曲家拉尔夫·沃恩-威廉斯的作品。于1954年创作，献给伦敦交响乐团的大号首席菲利普·卡特琳（英語：Philip Catelinet）。此曲于1954年7月13日在伦敦交响乐团首演，由卡特琳演奏大号，约翰·巴比罗利指挥。这首作品是历史以来第一首为独奏大号而做的协奏曲。

## 配器
此曲的配器包括：独奏大号、2长笛（第2长笛在第三乐章兼任短笛）、双簧管、2B♭调单簧管、低音管、2F调圆号、2B♭调小号、2长号、定音鼓、打击乐器和弦乐器。

## 结构
此曲有3个乐章：
1. 前奏曲：中等的快板（Allegro moderato）
2. 浪漫曲：持续的行版（Andante sostenuto）
3. 终曲 - 德意志风格的回旋曲：快板（Allegro）[3]